# 1741

## Родени
- Мориц Беновски, словашки авантюрист
- 13 март – Йозеф II, император на Свещената Римска империя
- 23 август – Жан-Франсоа Лаперуз, френски изследовател
- 22 септември – Петер Зимон Палас, германски биолог
- 31 декември – Мария-Изабела Бурбон-Пармска, кралица на Римляните

## Починали
- 28 юли – Антонио Вивалди, италиански композитор
- 24 ноември – Улрика Елеонора, кралица на Швеция